# عمر باشا النمساوي
السردار الأكرم عمر باشا النمساوي (بالتركية الحديثة: Serdar-ı Ekrem Ömer Paşa)، ويعرف اختصارًا باسم عمر باشا (بالتركية الحديثة: Ömer Paşa) ـ (1806 ـ 1871) هو قائد عسكري و والي عثماني، ولد باسم ميهايلو لاتاس (بالصربية: Михајло Латас) في الأراضي النمساوية لأبوين صربيين أرثوذكسيين، والتحق في البداية بالجيش النمساوي جنديًا، ثم فر إلى البوسنة العثمانية سنة 1823 واعتنق الإسلام، ثم التحق بالجيش العثماني حيث ترقى بسرعة، وأثبت كفاءته في سحق العديد من الثورات التي اندلعت في أرجاء الدولة العثمانية، مثل الثورة التي اندلعت في الشام عامي 1840 و1841، والتي عُين بعد نجاحه في إخمادها حاكمًا للبنان في سنة 1842، والثورة الألبانية (1843 ـ 1844).
في أعقاب مجازر بدر خان (1846)، قاد عمر باشا حملة عثمانية إلى كردستان، ثم تولى قيادة القوات العثمانية في مولدوفا والأفلاق (فالاشيا) عقب ثورة المجر (1848)، فأظهر مقدرة سياسية كبيرة في السيطرة على الموقف وتلافي صدام وشيك مع الجيشين الروسي والنمساوي، ثم تولى القيادة في البوسنة (1850) ثم في الجبل الأسود (1852).
أصبح واليا على بغداد للفترة من 1857 و حتى عام 1859 .
كان عمر باشا قائدًا للجيوش العثمانية في حرب القرم، وهي أبرز محطة في تاريخه العسكري؛ حيث أحرز انتصارات باهرة في سلستره وإيفباتوريا (التي انتصر فيها على جيش روسي مكون من 40 ألف جندي)، وشارك في حصار سيفاستوبول.